# Mlopoharjo
Mlopoharjo is een bestuurslaag in het regentschap Wonogiri van de provincie Midden-Java, Indonesië. Mlopoharjo telt 3429 inwoners (volkstelling 2010).